# Любава (княгиня)
Любава Дмитріївна (д/н — після 1169) — велика княгиня Київська, друга дружина великого князя Київського Мстислава (Гаральда) Володимировича, після його смерті брала участь у політичному житті.

## Життєпис
Походила з впливового новгородського роду. Донька Дмитра Завидича, посадника у Новогороді. Її ім'я є об'єктом дискусій. Любавою її називали російські дослідники Василь Татищев та Микола Карамзін. Втім у сучасних істориків існують до цього сумніви. Водночас жодне ім'я не вказано у літописах. Ймовірно познайомилася з майбутнім великим князем Мстиславом Володимировичем під час його князювання в Новгороді на Волхові протягом 1096—1117 років.
У 1117 році помирає її батько, а у 1122 році вона вступає у шлюб з Мстиславом. Одруження князя з Любавою також було пов'язано з тим, що він мав з Новгородом тісні господарські зв'язки і поривати їх не бажав. До того ж у самого Мстислава, який готувався стати великим князем київським, навряд чи був час займатися князівським господарством, воно зазвичай перебувало у віданні княгині.
В літописах немає відомостей про те, чим займалася Любава Дмитрівна під час шлюбу.[джерело?]. У 1132 році стала удовою. Втім, змогла дуже вдало влаштувати шлюби дочок. Рідна донька Єфросинія стала дружиною угорського короля Гези II, пасербиця Марія — чернігівського князя Всеволода Ольговича. Відігравала певну роль у політичному житті. Разом з донькою Марією сприяла у 1139 році зайняттю київського престолу Всеволодом Ольговичем.
У 1141 році пасерб Любави Ізяслав Мстиславич звернувся з проханням випросити у великого князя Всеволода Ольговича новгородське князювання для молодшого брата Святополка. Любава Дмитрівна виконала прохання, домовившись про передачу Святополку Новогорода. У 1147 році під час повстання киян намагалася врятувати князя Ігора Ольговича.
З Київського літопису відомо про те, що 1155 року Любава поїхала у гості до зятя, чоловіка своєї дочки Єфросинії, угорського короля Гейзи, «і король дав багато майна тещі своїй». Але наступного, 1156, року, коли вона поверталася звідти, Мстислав Ізяславич, воюючи з Володимиром Мстиславичем, сином княгині, напав на місто Володимир, схопив Любаву і, посадивши на воза, відправив до Луцька, тоді як сам Володимир утік до Перемишля, а потім до короля Гейзи, звідки щойно повернулася його мати. Мстислав же «добро все одняв, що його принесла була з Угрів удова Мстиславова».
Лише у 1158 році зуміла повернутися до Києва, коли владу в державі перебрав пасерб Ростислав Мстиславович. Водночас підтримувала зв'язок з своїм сином Володимиром, готуючись організувати передачу великокнязівської влади на випадок смерті Ростислава.
1169 року після смерті Ростислава великим князем став Мстислав Ізяславич. Останній побоювався впливу Любави Дмитріївни, тому наказав їй: «ти іди в Городок, а звідти, куди тобі вгодно. Не можу я з тобою жити в одному місці, тому що син твій завше чигав на мою голову, а хреста переступаючи». Любава перебирається до Чернігова, де князював Святослав Всеволодович, її внук. Подальша доля невідома. Вважається, що невдовзі померла.

## Родина
Чоловік — Мстислав ГГаральд) Великий
Діти:
- Єфросинія (1130—1193) — дружина Гези II, короля Угорщини,
- Володимир (1130—1171) — великий князь Київський у 1171 році,
- Ярополк (д/н—після 1149) — князь пороський, князь торчеський,
- Дюранса — княгиня оломоуцька, дружина Отто ІІІ.